# Ben Woollaston
Ben Woollaston, född 14 maj 1987 i Leicester, engelsk snookerspelare.

## Karriär
Woollaston blev professionell inför säsongen 2004/2005, men lyckades inte behålla sin plats på snookerns main tour till säsongen därpå. Han har sedan dess återtagit platsen men ramlat ur igen, samt återkommit ytterligare en gång. Hans bästa insats i en rankingturnering var när han gick till andra omgången i Welsh Open 2007.
Hans stora genombrott kom säsongen 2011/12, då han lyckades vinna sin första professionella turnering, den "mindre rankingturneringen" Players Tour Championship 3 i Sheffield. Detta gav honom £10 000 i förstapris, samt 2 000 rankingpoäng. I finalen slog han 2006 års världsmästare Graeme Dott.

## Privatliv
Woollaston gifte sig i juni 2011 i Pinsk med Tatjana, en jämnårig snookerdomare från Belarus.

## Titlar

### Mindre rankingtitlar
- Players Tour Championship 3 - 2011